# Saint-Étienne-l'Allier
Saint-Étienne-l'Allier é uma comuna francesa na região administrativa da Normandia, no departamento de Eure. Estende-se por uma área de 11,18 km². Em 2010 a comuna tinha 555 habitantes (densidade: 49,6 hab./km²).